# دراماتیسم
دراماتیسم (به انگلیسی: Dramatism)، یک نظریه مطالعات ارتباطی است که توسط کنت بورک به عنوان ابزاری برای تجزیه و تحلیل روابط انسانی از طریق استفاده از زبان ایجاد شد. بورک دراماتیسم را از دریچه منطق‌شناسی می‌نگرید، و مطالعه می‌کند که چگونه شیوه‌های گفتار مردم نگرش آن‌ها را نسبت به جهان شکل می‌دهد. بر اساس این نظریه، جهان صحنه‌ای است که همه افراد حاضر در آن بازیگر هستند و کنش‌هایشان به موازات درام است. بورک سپس دراماتیسم را با انگیزه مرتبط می‌کند و می‌گوید که مردم «انگیزه» دارند تا در واکنش به موقعیت‌های خاص رفتار کنند، مشابه این‌که بازیگران یک نمایش‌نامه چگونه برای رفتار یا عملکرد انگیزه دارند. بورک دو ایده مهم را مورد بحث قرار می‌دهد - این که زندگی درام است و این که انگیزه نهایی لفاظی پاک کردن احساس گناه است. بورک احساس گناه را به عنوان پایه احساسات و انگیزه‌های انسان برای عمل تشخیص داد. در یادداشتی درباره بورک در مورد «انگیزه»، ویلیام بنویت اهمیت انگیزه را در کار برک تشخیص داد. در مقاله «مفهوم کنت بورک از انگیزه‌ها در نظریه بلاغی» نیز اشاره شده که بورک معتقد است که احساس گناه، «ترکیب با ساختارهای دیگر، کلیت نیروی اجباری را در یک رویداد توصیف می‌کند که توضیح می‌دهد که چرا رویداد رخ داده است.»
دراماتیسم از سه مفهوم گسترده تشکیل شده است: پنجگانه، هویت و چرخه تطهیر گناه و رستگاری. سپس این مدخل پنج حوزه اصلی را در نظر می‌گیرد که محققان در زمینه‌های مختلف دراماتیسم را در آن‌ها به‌کار می‌برند: خودِ دراماتورژیک، انگیزه و نمایش، روابط اجتماعی به مثابه درام، درام‌های سازمانی، و درام‌های سیاسی.